# CONCERT TOUR LABYRINTH
『CONCERT TOUR LABYRINTH』（コンサート・ツアー・ラビリンス）は、日本の歌手・郷ひろみが1986年3月21日にCBS・ソニーから発売した9枚目のライブアルバムである。

## 内容
前作『郷ひろみ全集/'72〜'85 DANDYISM』から4ヶ月ぶり、ライブアルバムとしては『AT THE STARTING LIVE〜READY SET GO!〜』から約4年6ヶ月ぶりの作品。
今作は同年1月9日に大阪フェスティバルホールで開催された『HIROMI GO CONERT TOUR "LABYRINTH"』からのライブ音源を収録した2枚組の作品となっている。ライブアルバムによる2枚組の作品は『SUPER ENTERTAINMENT MY OWN ROAD』以来2作ぶりとなった。
全曲の編曲は唐木裕史が担当した。

## 収録曲

### Disc 1
1. サーティーズ・スコッチ
2. LABYRINTH
3. DEEP
4. サファイア・ブルー
5. マインド反比例
6. バイブレーション（胸から胸へ）
7. ほっといてくれ
8. CARELESS WHISPER
9. REE
作詞：ジョー・リノイエ
作曲：郷ひろみ
編曲：唐木裕史
この公演で初披露された未発表曲。

### Disc 2
1. Trick
2. セクシー・ユー（モンロー・ウォーク）
3. どこまでアバンチュール
4. 2億4千万の瞳-エキゾチック・ジャパン-
5. 哀愁のカサブランカ
6. Cool
7. I Love Youの香り
8. バラードで泣かせて
9. ヒーロー
ボニー・タイラーの同名曲を竜真知子が日本語訳詞して制作したカバー[注 1]。
10. GOODBYE DAY